# Muhammad I al-Rashid
Muhammad al-Rashid (árabe: أبو عبد الله محمد الرشيد باي), Túnez 1710-12 de febrero de 1759) fue bey de Túnez de la dinastía husaynita de Túnez, hijo mayor de al-Husayn I ibn Ali. Su madre era una mujer genovesa.
El 8 de septiembre de 1725 llegó a la mayoría de edad legal y fue declarado heredero, con título de bey al-Mahalla que recibió en 1726, en perjuicio del anterior heredero designado, su primo Ali I. Al ser derrocado su padre en 1735 dominó Susa (1736 en 1739), y terminó huyendo a Argelia. En agosto de 1756 obtuvo el apoyo de los argelinos (un ejército mandado por el bey de Constantina) e inició una revuelta que lo llevó a Túnez donde entró el 2 de septiembre de 1756 . El ejército argelino saqueó la ciudad pero a la hora del reparto del botín el bey argelino y al-Rashid se enfrentaron, los argelinos asediaron a al-Rashid en la ciudadela del Bardo, mientras su hermano Ali (futuro Ali II) huyó a Sfax para reclutar un ejército. De acuerdo con los argelinos la milicia local turca se apoderó de la kasbah e instauró un gobierno revolucionario que hizo reinar el terror durante unas semanas. El jefe de este gobierno decidió finalmente atacar el Bardo donde Muhammad al-Rashid se consideraba el bey legítimo, entonces llegó Ali con las tropas reclutadas en Sfax, que combatió a las indisciplinadas torpes turcas y argelinas con éxito , los revolucionarios fueron expulsados y los argelinos se retiraron a cambio de un pago en dinero, una indemnización de guerra y un tributo anual (dos cargamentos de aceite de oliva). 
Muhammad reinó a partir de entonces ayudado por su hermano, que era el hombre fuerte del gobierno y heredero designado (desde el 3 de septiembre de 1756). 
Muhammad murió en el palacio del Bardo el 12 de febrero de 1759 dejando dos hijos, Mahmud Pasha o Mahmud ibn Muhammad (bey 1814-1824) e Ismail Bey, que fue declarado heredero el 1815 por su hermano pero murió el 3 de noviembre de 1816 (su único hijo había muerto niño) 
Le sucedió su hermano Ali II ibn Husayn.
| Predecesor: Ali I | Bey de Túnez 1756-1759 | Sucesor: Ali II ibn Husayn |